# 세르지오 로시
세르지오 로시는 이탈리아의 럭셔리 구두 기업이다. (여성 구두 브랜드로 잘못 알려져 있지만, 남성 구두 라인 또한 존재한다. 여성 라인업에 비해 존재감은 적지만, 럭셔리 구두 중 하나로 평가 되며, 가격이나 만듦새는 명성에 알맞다. 이렇게 잘못 알려진 이유는 2015년 남성 라인을 단종 했기 때문인데, 2019년 다시 남성라인을 재 런칭했다. 남성라인은 여성 라인과 같이 다양해지는 않고, 스니커즈나 로퍼 구두류가 주이며 가격대는 100만원대 중반정도로 확인된다.)
현재는 랑방그룹 소속 브랜드이다.
구두 디자이너 세르조 로시가 1951년 세운 공방이 시초이다.
1970년대에 돌체앤가바나 · 베르사체 · 아제딘 알라이아 등 패션 디자이너와 협업했다.
1999년 구찌의 모기업인 피노-프랭탕-르두트가 70% 지분을 9600만 달러에 매입했다. 2005년에는 나머지 지분도 매입하여 완전한 자회사가 되었다. 2015년 이탈리아의 사모 펀드인 인베스트인더스트리얼에 매각되었다.